# Opferhilfe (Schweiz)
Die Opferhilfe in der Schweiz  ist die Hilfe, die eine Person erhält, die durch eine Straftat in ihrer körperlichen, sexuellen oder psychischen Integrität unmittelbar beeinträchtigt worden ist. Sie ist auf die drei Bereiche Beratungshilfe, finanzielle Hilfe und Besserstellung im Strafverfahren ausgerichtet.

## Grundlagen
Die Opferhilfe Schweiz geht auf eine Volksinitiative der Zeitschrift "Der Beobachter" zurück, mit welcher gefordert wurde, dass sich der Staat um das Schicksal der Opfer von Straftaten kümmere.
Als Opfer im Sinne des Gesetzes ist jede Person anzusehen, die durch eine Straftat in ihrer körperlichen, sexuellen oder psychischen Integrität unmittelbar beeinträchtigt worden ist. Das Opfer hat Anspruch auf Unterstützung nach dem Opferhilfegesetz. Erfasst sind strafbare Handlungen gegen Leib und Leben wie Tötung, Körperverletzungen (ohne Tätlichkeiten), Raub sowie Sexualdelikte. Vermögensdelikte sind ausgenommen. Als Opfer gelten nicht nur die direkt Betroffenen, sondern auch die nahen Angehörigen.
Der Anspruch auf Opferhilfe besteht unabhängig davon, ob der Täter oder die Täterin ermittelt worden ist, schuldhaft oder vorsätzlich oder fahrlässig handelte. Ein Strafverfahren erleichtert hingegen den Nachweis einer Straftat und damit die Abklärung des Sachverhalts in einem allfälligen Entschädigungs- und Genugtuungsverfahren.
Die Opferhilfe setzt eine Straftat in der Schweiz voraus. Wurde die Straftat im Ausland begangen, stehen dem Opfer die Leistungen der Beratungsstelle offen, sofern das Opfer im Tatzeitpunkt Wohnsitz in der Schweiz hatte. Entschädigungen und Genugtuungen werden in solchen Fällen jedoch keine gewährt.
Die Opferhilfe ist subsidiär. Leistungen werden nur endgültig gewährt, wenn der Täter oder die Täterin oder eine andere verpflichte Institution (wie bspw. eine Versicherung) keine oder keine genügende Leistung erbringt.

## Gesetzliche Regelungen
Die Opferhilfe basiert in erster Linie auf dem Opferhilfegesetz vom 27. März 2007 (OHG) und der Opferhilfeverordnung vom 27. Februar 2008 (OHV) des Bundes. Weitere Bestimmungen finden sich in kantonalen Gesetzen und Verordnungen. Die Rechte des Opfers im Strafverfahren sind seit dem 1. Januar 2011 ausschliesslich im Abschnitt über die Geschädigte Person, Opfer und Privatklägerschaft der Schweizerischen Strafprozessordnung vom 5. Oktober 2007 (Art. 115 ff. StPO) sowie in der Schweizerischen Jugendstrafprozessordnung vom 20. März 2009 (JStPO) geregelt.
Dem Opfer stehen gemäß Art. 117 StPO besondere Rechte zu, namentlich:
1. das Recht auf Persönlichkeitsschutz (Art. 70 Abs. 1 Bst. a, 74 Abs. 4, 152 Abs. 1);
2. das Recht auf Begleitung durch eine Vertrauensperson (Art. 70 Abs. 2, 152 Abs. 2);
3. das Recht auf Schutzmassnahmen (Art. 152–154);
4. das Recht auf Aussageverweigerung (Art. 169 Abs. 4);
5. das Recht auf Information (Art. 305 und 330 Abs. 3);
6. das Recht auf eine besondere Zusammensetzung des Gerichts (Art. 335 Abs. 4).

Bei Opfern unter 18 Jahren kommen darüber hinaus die besonderen Bestimmungen zum Schutz ihrer Persönlichkeit zur Anwendung, namentlich betreffend:
1. Einschränkungen bei der Gegenüberstellung mit der beschuldigten Person (Art. 154 Abs. 4);
2. besondere Schutzmassnahmen bei Einvernahmen (Art. 154 Abs. 2–4);
3. Einstellung des Verfahrens (Art. 319 Abs. 2).[10][11]

## Leistungen der Opferhilfe

### Beratung
Das Opfer und seine Angehörigen haben Anspruch auf kostenlose Beratung, Information und Begleitung. Sie können sich an eine Beratungsstelle ihrer Wahl wenden. Diese Aufgaben werden in den Kantonen durch die anerkannten Opferberatungsstellen wahrgenommen.

### Soforthilfe und Längerfristige Hilfe
Die Beratungsstellen leisten dem Opfer und seinen Angehörigen sofort Hilfe für die dringendsten Bedürfnisse, die als Folge der Straftat entstehen (Soforthilfe). Die Soforthilfe kann auf vielfältige Weise und auf den Einzelfall zugeschnitten geleistet werden und umfasst u. a. eine erste anwaltliche Beratung, Notunterkunft oder psychologische Hilfe. Zusätzliche Hilfe wird geleistet, bis sich der gesundheitliche Zustand der betroffenen Person stabilisiert hat und bis die übrigen Folgen der Straftat möglichst beseitigt oder ausgeglichen sind (Längerfristige Hilfe). Die Unterscheidung zwischen längerfristiger und Soforthilfe ist für die Kostenregelung relevant.

### Entschädigung
Opfer und Angehörige haben Anspruch auf eine Entschädigung für den durch die Straftat erlittenen Schaden (bspw. Lohnausfälle, Behandlungs- oder Bestattungskosten), sofern ihr Einkommen unter einer bestimmten Grenze liegt. Die Entschädigung deckt keine Sachschäden (z. B. Kosten für den bei der Tat zerstörten Fotoapparat) und beträgt maximal 120'000 Franken. Keine Entschädigung wird ausgerichtet, wenn sie weniger als 500 Franken betragen würde.

### Genugtuung
Unabhängig von der finanziellen Situation können Opfer und Angehörige eine Genugtuung verlangen, wenn sie durch die Straftat besonders schwer beeinträchtigt wurden. Die Genugtuung beträgt maximal 70'000 Franken für das Opfer und 35'000 Franken für die Angehörigen. Die Genugtuung soll das mit einer Straftat verbundene seelische Leid abgelten und bringt zum Ausdruck, dass die staatliche Gemeinschaft die schwierige Situation des Opfers anerkennt.

## Materialien
- Bundesgesetz über die Hilfe an Opfer von Straftaten (Opferhilfegesetz, OHG) vom 23. März 2007
- Verordnung über die Hilfe an Opfer von Straftaten (Opferhilfeverordnung, OHV) vom 27. Februar 2008
- Informationen für Opfer und ihre Angehörigen, Bundesamt für Justiz, 2013